# Wintersun (album)
A Wintersun a finn Wintersun zenekar első lemeze, ami 2004-ben jelent meg a Nuclear Blast kiadónál. A lemez egészét a zenekar létrehozója, Jari Mäenpää szerezte, a nyitó számra pedig egy videóklip is készült.

## Az album dalai
|    | Cím                   | Megírás ideje | Hossz |
| -- | --------------------- | ------------- | ----- |
| 1. | Beyond the Dark Sun   | 1998          | 2:38  |
| 2. | Winter Madness        | 2002          | 5:08  |
| 3. | Sleeping Stars        | 1995–2003     | 5:41  |
| 4. | Battle Against Time   | 2002–2003     | 7:03  |
| 5. | Death and the Healing | 1996          | 7:13  |
| 6. | Starchild             | 2000–2003     | 7:54  |
| 7. | Beautiful Death       | 2003          | 8:16  |
| 8. | Sadness and Hate      | 1996          | 10:16 |

## Közreműködők
- Jari Mäenpää – minden hangszer, ének
- Kai Hahto – dobok